# Parantennaria
Parantennaria é um género botânico pertencente à família Asteraceae.
1. ↑  «Parantennaria — World Flora Online». www.worldfloraonline.org. Consultado em 19 de agosto de 2020